# Jerzy Dominik (łyżwiarz)
Jerzy Julian Dominik (ur. 5 grudnia 1964 w Zakopanem) – polski, panczenista, sędzia, działacz łyżwiarski, olimpijczyk z Calgary 1988.
Jako junior na mistrzostwach świata juniorów w wieloboju w 1983 roku zajął 10. miejsce. Mistrz Polski:
- na 500 metrów w roku 1988,
- na 1000 metrów w latach 1986, 1988,
- na 1500 metrów w latach 1985, 1987
- w wieloboju sprinterskim w latach 1984, 1986-1989.

Dwukrotny rekordzista Polski na 1000 metrów.
Uczestnik mistrzostw świata w wieloboju sprinterskim w:
- Karuizawa w 1986 – 22. miejsce,
- Sainte Foy w 1987 – 33. miejsce,
- West Allis w roku 1988 – 28. miejsce,

Na igrzyskach w Calgary wystartował na dystansie 500 metrów - 25. miejsce, 1000 metrów - 28. miejsce, 1500 metrów - 36. miejsce.
Po zakończeniu kariery sportowej w latach 1989-1992 pracował jako trener z młodzieżą.

## Rekordy życiowe
- 500 metrów - 37,55 uzyskany 17 stycznia 1988 roku w Davos,
- 1000 metrów - 1.15,01 uzyskany 21 listopada 1987 roku w Heerenveen,
- 1500 metrów - 1.58,20 uzyskany 29 marca 1983 roku w Medeo,
- 5000 metrów - 7.37,03 uzyskany w 1986 roku,
- 10000 metrów - 16.45,0 uzyskany w 1983 roku.